# Halieutaea brevicauda
A Halieutaea brevicauda a csontos halak (Osteichthyes) főosztályának sugarasúszójú halak (Actinopterygii) osztályába, ezen belül a horgászhalalakúak (Lophiiformes) rendjébe és az Ogcocephalidae családjába tartozó faj.

## Előfordulása
A Halieutaea brevicauda a Csendes-óceán délnyugati részén fordul elő. Ausztrália keleti részén, Queensland és Új-Dél-Wales államok partmenti vizeiben él.

## Megjelenése
Ez a horgászhal elérheti a 21 centiméteres hosszúságot.

## Életmódja
Szubtrópusi, fenéklakó horgászhal, amely 90-250 méter mélységben él. A selfterületet kedveli.